# John Matshikiza
John Matshikiza, né à Johannesbourg (Afrique du Sud) le 26 novembre 1954 et mort à Melville (Johannesbourg) le 15 septembre 2008, est un acteur sud-africain, directeur de théâtre, poète et journaliste.

## Biographie
John Matshikiza est fils de Todd Matshikiza.

## Filmographie partielle

### Au cinéma
- 1985 : Dust
- 1987 : Cry Freedom
- 1992 : Le Souffle du démon
- 2003 : Sans frontière